# Yanmen (socken)
Yanmen (kinesiska: 雁门乡, 雁门) är en socken i Kina. Den ligger i provinsen Sichuan, i den sydvästra delen av landet, omkring 100 kilometer nordväst om provinshuvudstaden Chengdu. Antalet invånare är 7 504. Befolkningen består av 3 707 kvinnor och 3 797 män. Barn under 15 år utgör 17,0 %, vuxna 15-64 år 76 %, och äldre över 65 år 5,0 %.
Genomsnittlig årsnederbörd är 1 340 millimeter. Den regnigaste månaden är juli, med i genomsnitt 356 mm nederbörd, och den torraste är december, med 9 mm nederbörd.